# Schnupftablett

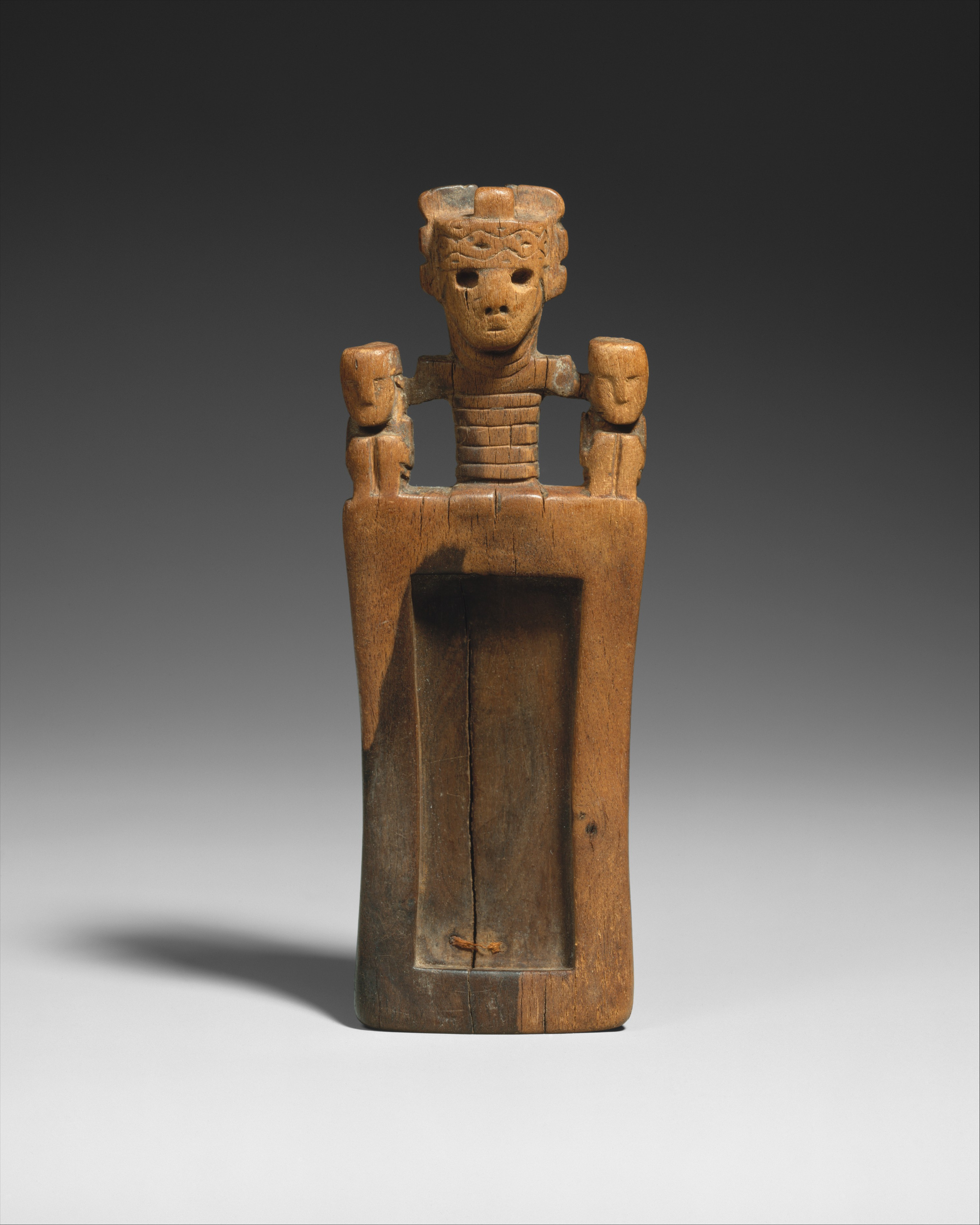
Hölzernes Wari-Schnupftablett im Metropolitan Museum of Art

Ein Schnupftablett ist ein kleines flaches Tablett, das im präkolumbischen Amerika verbreitet war und zur Aufnahme psychoaktiver Substanzen diente, die mithilfe eines Röhrchens inhaliert wurden. Sie wurden aus Holz, Metall oder Knochen, selten auch aus Stein, gefertigt. Oft wurden Schnupftabletts als Grabbeigaben in Gräbern der Tiwanaku- und Wari-Kultur entdeckt. Die Hauptsubstanz, von der angenommen wird, dass sie inhaliert wurde, war Anadenanthera colubrina.

## Galerie

Schnupftabletts
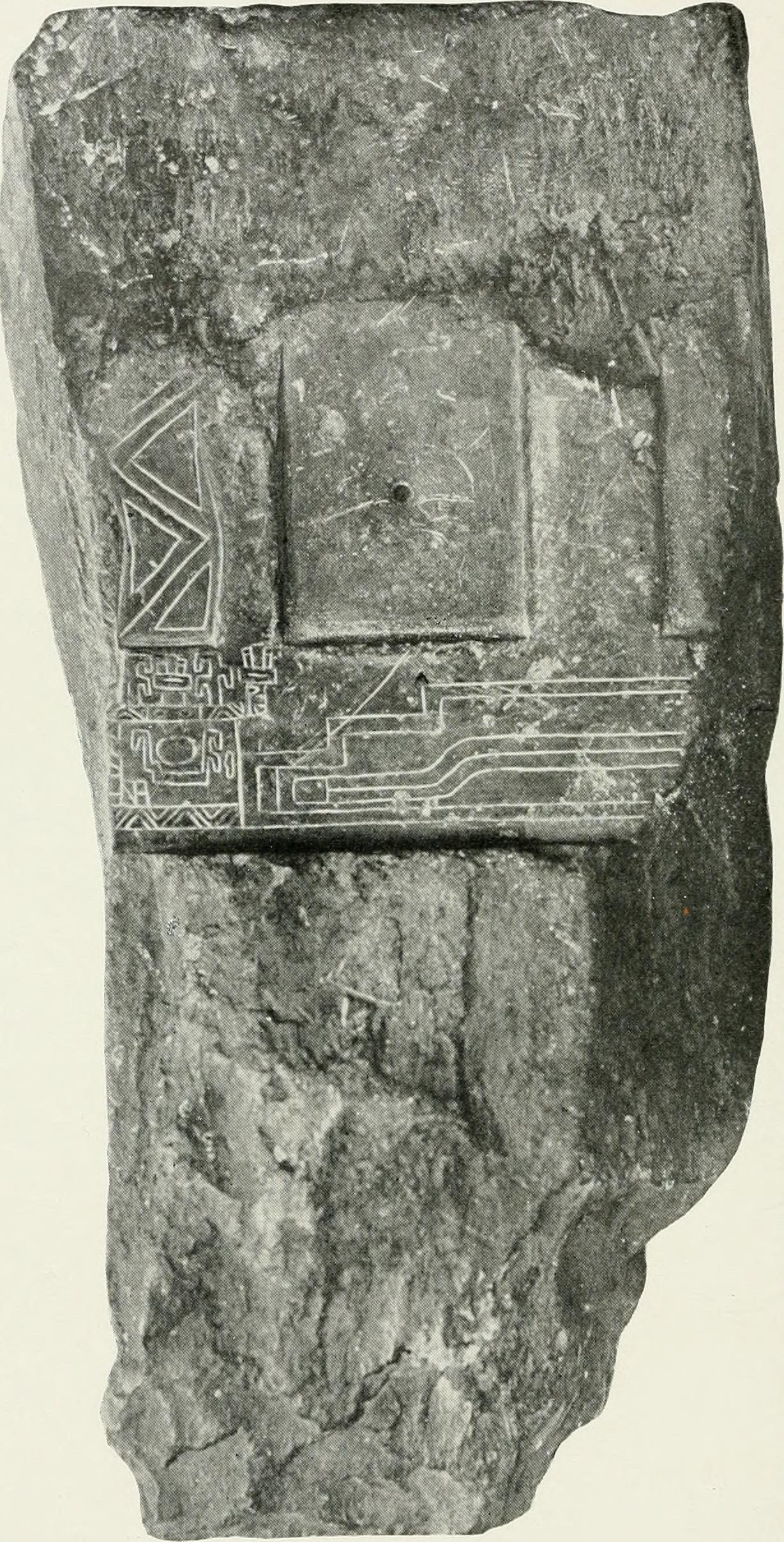
Überreste eines Tiwanaku-Schnupftabletts aus Stein
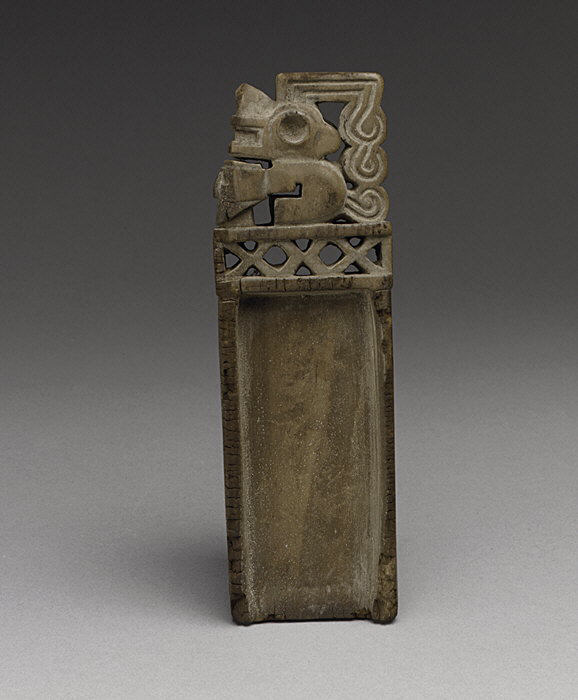
Schnupftablett 4.–8. Jahrhundert
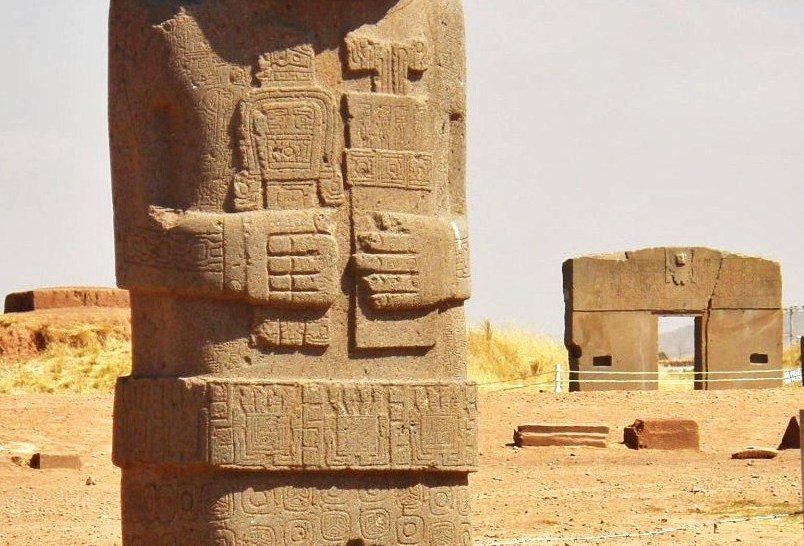
Schnupftablett in der rechten Hand des Ponce-Monolithen